# Crypsityla micacealata
Crypsityla micacealata là một loài bướm đêm trong họ Geometridae.